# Sibynomorphus vagus
Sibynomorphus vagus là một loài rắn trong họ Rắn nước. Loài này được Jan mô tả khoa học đầu tiên năm 1863.